# Эмиел, Джон
Джон Эмиел (англ. Jon Amiel; род. 20 мая 1948, Лондон) — британский режиссёр театра и кино, кинопродюсер. Работает на телевидении и в киноиндустрии с 1980-х годов.

## Биография
Джон Эмиел родился в 1948 году в Лондоне. Окончил Кембриджский университет по специальности «английская литература». После университета работал режиссёром в королевской шекспировской труппе и редактором «Би-би-си».
Режиссёрским дебютом Эмиела был документальный фильм «Молчаливые близнецы» (1985), после которого он был приглашён в качестве режиссёра в сериал Дениса Поттера «Поющий детектив». В 1989 году вышел первый полнометражный фильм Эмиела — «Дама Червей».

## Личная жизнь
Джон Эмиел живёт в Санта-Монике со своей женой Тарой и двумя сыновьями — Люком и Максом.

## Фильмография
Кинофильмы
- Дама червей (1989)
- Настройся на завтра (1990)
- Соммерсби (1993)
- Имитатор (1995)
- Человек, который знал слишком мало (1997)
- Западня (1999)
- Земное ядро: Бросок в преисподнюю (2003)
- Происхождение (2009)

Телевидение
- Молчаливые близнецы (1985)
- Поющий детектив (1986)
- Тюдоры (2008, два эпизода)
- Борджиа (2012, четыре эпизода)
- Семь секунд (2018, один эпизод)
- Карнивал Роу (2019, восемь эпизодов)